# Baranyai Máté
Baranyai Máté (Veszprém, 1978. december 5. –) kortárs magyar költő.

## Tanulmányai
- Várkerti Általános Iskola - Várpalota
- Faller Jenő Szakképző Iskola - Várpalota
- Thuri György Gimnázium - Várpalota
- Nyugat-magyarországi Egyetem, Benedek Elek Pedagógiai Főiskola

## Élete
Az 1998-as Így írunk mi irodalmi pályázat díjazottja, 1999-ben verseket publikált az Új Horizont irodalmi folyóiratban. Ugyanebben az évben helyet kapott a Befőtt szerelemből című antológiában. 2011-ben a Várpalota városért díszoklevelet vehette át. 2012-ig a Várpalota blog című internetes folyóirat munkatársa. Jelenleg Balatonfüreden él. Versesköteteinek, rendezvényeinek bevételeiből mozgássérült fiatalokat, aszófői gyermek ének- és tánccsoportot, autista gyermekeket, rászoruló családokat és a veszprémi Gyermekmosoly Alapítványt támogatja.

### Társadalmi szerepvállalásai
- Odalökött Költészet veszprémi irodalmi csoport tagja, előadója
- Balatonszőlősi SE. Futball csapatának vezetőségi tagja
- Balatonfüredi Futball Club vezetőségi tagja
- Balatonfüredi Futó Cimborák alapítója
- Balatoni Helyi Értékek Egyesület vezetőségi tagja
- Balatoni Szalon alapítója, az esemény főszervezője
- Balatonfüred gyermekei program alapítója, az esemény főszervezője
- SzőlősKör Fesztivál alapítója
- Szerelmes Füred rendezvény alapítója

## Stílusa
Egyedi humorú, termékeny költő, aki verseiben igen széles mezsgyén mozog, több stílusban is alkot, tükröt tartva a világ dolgaival szemben, erős kritikával illetve a ma emberét, annak minden hibájával, gyarlóságával. Groteszk képi megjelenítéséért több dicséretben, jutalomban részesült. Műfordításai angolról és németről magyar nyelvre - javarészt gyermekversek - ifjúsági folyóiratokban kaptak helyet.
Baranyai Máté a "Vers a falon" mozgalom elindítója, közösségi portálokon teljesedett ki írói munkássága.
Irodalmi estjeit folyamatosan, az ország minden részén nagy sikerrel mutatják be a veszprémi Pannon Várszínház művészei.

## Legismertebb versei
- Balatonfüred (2010)
- Teve, vakond, kenguru és a politikus (2010)
- Málnaszörp a vér[2] (1998)
- Ez ilyen szerelmes versféle című vers (2011)
- Te és én (2010)
- Tiszta szívből szeresd (2010)
- Kérdések (2010)
- Ki vigyáz rám? (2010)
- Csillagjaim kifeszítenek[3] (2011)
- Madzsarisztán (2010)
- Magyar rendőr vagyok![4] (2011)
- Zsíros kenyér hagymával (2012)
- Vasárnapi apa (2011)
- Válasz Petőfi Sándor: Akasszátok föl a királyokat című versére (2011)

## Verseskötetei
- ...megyek a sorban?(!)...; szerzői, Várpalota, 2012
- Betűk, szavak, mondatok; szerzői, Várpalota, 2012
- Vers a falon! kaja a hűtőben...[5] 1. kiadás
- Mondolat; szerzői, Várpalota, 2012
- Megyek a sorban?(!)... 2. kiadás
- Szekrényben, polcokon; szerzői, Balatonfüred, 2012
- Vers soroló; szerzői, Balatonfüred, 2012
- Megyek a sorban?(!)... 3. kiadás
- Betűk, szavak, mondatok 2. kiadás
- Vers a falon! Kaja a hűtőben...; 2. kiad.; szerzői, Balatonfüred, 2012[6]
- Mondolat 2. kiadás
- Szívtárogató; szerzői, Balatonfüred, 2012[7]ISBN 9789638969149
- Sláger és hungarikum; szerzői, Balatonfüred, 2013
- Fricska; szerzői, Balatonfüred, 2012
- Repertoár 1. kiadás
- Koffe.in.szerelmek; szerzői, Balatonfüred, 2013
- Notesz 1. kiadás
- Koffe.In.Szerelmek 2. kiadás
- Szívtárogató 2-3. kiadás
- Szerelmes Füred 1. kiadás
- Mindenféleversek
- Szerelmes Füred 2. kiadás

A Szívtárogató c. verseskötet több mint 4000 példányban került kiadásra 2013 óta.